# Прапор Донецька
Пра́пор Доне́цька — символ Донецька, затверджений рішенням Донецької міської ради.

## Опис
Прапор являє собою прямокутне полотнище із співвідношенням: 1,2 ширини до 1,5 довжини. Прапор горизонтально розділений на дві рівні частини. Верхнє поле — блакитне, нижнє — чорне. У центрі площею не менше 0,32 частини площі прапора нанесено золоте зображення герба Донецька. Лазурне поле герба розташовано на блакитній половині прапора, а чорне — на чорній. Зображення герба наноситься за допомогою вишивки або аплікації. Полотнище прапора кріпиться на древко та увінчується наконечником.
Крім офіційного прапора Донецька, також використовується інший — на білому полотнищі розташований повнокольоровий великий герб Донецька.